# Yvonne McGuinness
Yvonne McGuinness (Kilkenny, 12 oktober 1972) is een beeldend kunstenares van Ierse afkomst die onder andere video-installaties realiseert. 
Haar werk varieert van video tot grafiek gecombineerd met teksten van eigen hand. Ze studeerde af aan de Royal College of Art, Londen in 2002. McGuinness is naast haar bezigheden als kunstenaar ook werkzaam als curator van hedendaagse kunstprojecten; een tentoonstellingsproject voor Cork 2005 heette "Vehicle" en was gehuisvest in een mobiele bibliotheek. 
McGuinness is de nicht van Fianna Fáil-politicus John McGuinness. In 2004 trouwde ze met acteur Cillian Murphy, met wie ze twee kinderen kreeg.